# 許芝
許芝（きょし、生没年不明）は三国時代の魏の太史丞。
左慈にうなされ体調の悪い曹操に、管輅を推挙した。また、王朗、華歆、陳羣らと共に献帝に対して曹丕に禅譲を行い、帝位を曹丕に譲ることを迫った。